# Rafael Berrio
Rafael Berrio (San Sebastián, Guipúzcoa, 24 de octubre de 1963-ibídem, 31 de marzo de 2020) fue un compositor, músico y cantante español. Ha formado parte de los grupos Amor a Traición y Deriva y en 2010 comenzó su carrera en solitario. Su mayor éxito fue el álbum 1971 con la canción «Simulacro», editado en 2010. 

## Biografía
Aprendió a tocar la guitarra con su padre, quien tenía un taller, cantaba boleros y tocaba el requinto, según ha contado el propio músico en una entrevista. Rafael Berrio estudió en el colegio del Corazón de María del barrio de Gros. Allí formó su primer grupo en 1971. 
En la década de 1980 formó parte del Donosti Sound y de la Nueva Ola, se sintió atraído por el movimiento punk, grabó su primer EP con Shanti Records y actuó con su amigo Poch, también donostiarra. Hasta 1991 no grabó su primer LP en los estudios Du Manoir de Las Landas, pero la compañía Shanti Records quebró y el disco quedó inédito. En esta década saca dos discos con el grupo Amor a Traición: el también titulado Amor a traición, editado por DRO-Warner en 1993, y Una canción de mala muerte (Galerna, 1997). Más tarde ayudaría al grupo La Oreja de Van Gogh a componer «Qué puedo pedir», su octavo tema para Dile al Sol (1998). También escribe la letra de «Tu nombre en los labios» para el disco Acróbatas (1998) del donostiarra Mikel Erentxun, músico con el que seguiría colaborando con más de media decena de composiciones en sus siguientes discos.
En el año 2000, con nueva banda, Deriva, y con Iñaki de Lucas como productor y arreglista, publica Planes de fuga con la compañía independiente valenciana Criminal Discos. En 2003, Deriva graba otro disco en el estudio donostiarra de Iñaki de Lucas. El disco se distribuirá como producción independiente en 2005. Su nombre: Harresilanda.
En 2010 Rafael Berrio obtiene su mayor éxito con el disco 1971, diez canciones grabadas y distribuidas nuevamente por Warner, con el que consigue su mayor éxito con la canción «Simulacro». En 2013, edita Diarios, nuevamente bajo la producción de Joserra Senperena y que se supone una continuación de su anterior álbum. En 2015 edita Paradoja: vuelve al rock más visceral, obteniendo gran reconocimiento por parte de la crítica y recibiendo el premio al mejor disco del año en la revista Ruta 66. En 2016, hace su pequeña incursión en el cine, en la película La reconquista de Jonás Trueba, en la que interpreta a un músico venido a menos e interpreta la canción «Arcadia en flor».
En 2017 publica el álbum Adiós a la bohemia junto a Joserra Senperena, una revisión de la zarzuela original de Pablo Sorozábal y Pío Baroja estrenada en 1933. En 2019 publica El niño futuro, continuando con su anterior trabajo pero con un sonido más pop, que le acerca nuevamente a su admirado Lou Reed.
Fallece en la ciudad de San Sebastián el 31 de marzo de 2020 a causa de un cáncer de pulmón.
A título póstumo, cinco meses después, el 9 de septiembre de 2020 se publicó el libro Absolución. Canciones de Rafael Berrio (La Veleta, 2020), una antología de sus mejores letras y un EP sin título (Rosi Records, 2020) con canciones que grabó unos meses antes de su fallecimiento.
Cinco años después de su muerte se publicó un doble álbum de canciones inéditas.

## Discografía

### UHF
- UHF, Shanti Records, 1981, maxisingle

### con el grupo Amor a Traición
- Amor a traición, Gasa-Warner, 1994, Ed. Vortex Music S.L. producido por AaT
- Una canción de mala muerte, Galerna, 1997, Ed. Hotsak Ediziogunea
- Planes de fuga, Criminal Discos, 2001, Ed. AGV Ediciones. Producido por Ignacio de Lucas

### con el grupo Deriva
- Harresilanda", Autoproducción/Hotsak, 2005, Ed. Hotsak Ediziogunea. Producido por Ignacio de Lucas

### en solitario
- 1971, Warner Music Spain, 2010, Ed. Warner-Chappell. Producido y arreglado por Joserra Senperena
- Diarios, Warner Music Spain, 2013, Ed. Warner-Chappell. Producido y arreglado por Joserra Senperena
- Paradoja, Warner Music Spain, 2015, Ed. Warner-Chappell
- Adiós a la bohemia, Gran Sol, 2017 , Senperena & Berrio
- El niño futuro, Rosi Records, 2019, Ed. Rafael Berrio
- EP de los valses, Rosi Records, 2020, Ed. Rafael Berrio

## Composiciones para otros artistas
- La Oreja de Van Gogh, "Qué puedo pedir" para el disco "Dile al Sol", Sony Music, 1998
- Mikel Erentxun, "Tu nombre en los labios" para el disco "Acróbatas", Warner Music, 1998
- Mikel Erentxun, "Rara vez" para el disco "Te dejas ver", Warner Music, 2000
- Sole Gimenez, "Siempre volverás" para el disco "La Felicidad", Warner Music, 2008
- Mikel Erentxun, "A veces te quiero siempre" para el disco "24 Golpes", Warner Music, 2012
- Mikel Erentxun, "Intacto" para el disco "Eléctrica PKWAY", Warner Music, 2012 / "Amigos de guardia", Warner Music, 2022
- Mikel Erentxun, "Veneno" para el disco "Eléctrica PKWAY", Warner Music, 2012 / "Amigos de guardia", Warner Music, 2022
- Mikel Erentxun, "Sé libre, sé mía" para el disco "Eléctrica PKWAY", Warner Music, 2012 / "Amigos de guardia", Warner Music, 2022
- Mikel Erentxun, "versus rocanrol" para el disco "A corazón abierto", Warner Music, 2016
- Amateur, "Dulce Final" para el disco "Debut!", Sony Music, 2017

## Libros
- Absolución. Canciones de Rafael Berrio (La Veleta, 2020)